# 川本真琴withゴロニャンず (アルバム)
『川本真琴withゴロニャンず』（かわもとまことウィズごろにゃんず）は、2016年8月10日にリリースされた川本真琴withゴロニャンずの1stアルバム。

## 解説
川本真琴が中心となって2014年夏に結成したバンド・川本真琴withゴロニャンずのデビュー・アルバム。植野隆司（テニスコーツ）、三沢洋紀（真夜中ミュージックなど）、澤部渡（スカート）、池上加奈恵（王舟バンドなど）といったアーティストを擁し、神奈川・試聴室その2を拠点に曲作りを行っている。
本作には川本とメンバーたちとの共同制作による9曲が収録されており、楽曲のミックスおよびマスタリングは中村宗一郎が担当している。
収録曲「プールサイド物語」には岩淵弘樹と梁井一によるミュージック・ビデオが制作された。

## 収録曲
| #         | タイトル                                 | 作詞               | 作曲                         | 時間  |
| --------- | ---------------------------------------- | ------------------ | ---------------------------- | ----- |
| 1.        | 「music pink」                           | 川本真琴           | 三沢洋紀                     | 5:19  |
| 2.        | 「summertimeblues」                      | 川本真琴           | 三沢洋紀、川本真琴           | 3:52  |
| 3.        | 「ぱいなっぷるめろでぃ」                 | 川本真琴           | 三沢洋紀、川本真琴           | 4:31  |
| 4.        | 「私が思ってること知られたら死んじゃう」 | 川本真琴、三沢洋紀 | 川本真琴、澤部渡、三沢洋紀   | 5:14  |
| 5.        | 「エリエリ」                             | 川本真琴、三沢洋紀 | 池上加奈恵、植野隆司、澤部渡 | 3:54  |
| 6.        | 「ハッカときみと太陽と」                 | 植野隆司           | 川本真琴、澤部渡             | 4:36  |
| 7.        | 「フラッグ」                             | 池上加奈恵         | 池上加奈恵、澤部渡           | 4:41  |
| 8.        | 「ごろにゃんずいっつぁすもーるわーるど」 |                    | 川本真琴、澤部渡、三沢洋紀   | 2:43  |
| 9.        | 「プールサイド物語」                     | 川本真琴           | 三沢洋紀                     | 4:44  |
| 合計時間: | 合計時間:                                | 合計時間:          | 合計時間:                    | 39:34 |